# غارنر (كارولاينا الشمالية)
غارنر (بالإنجليزية: Garner, North Carolina)‏ هي بلدة أمريكية تقع في الولايات المتحدة في مقاطعة ويك، كارولاينا الشمالية. يقدر عدد سكانها بـ 25,745 نسمة ومساحتها 38.3 كم2 ووترتفع عن سطح البحر 132 متر.

## التركيبة السكانية
حدّد مكتب تعداد الولايات المتحدة بيانات التركيبة السكانية لغارنر في تعداد الولايات المتحدة. في ما يلي، التركيبة السكانية حسب تعدادي 2000 و2010.

### تعداد عام 2000
بلغ عدد سكان غارنر 17,757 نسمة بحسب تعداد عام 2000، وبلغ عدد الأسر 6,950 أسرة وعدد العائلات 4,832 عائلة مقيمة في البلدة. في حين سجلت الكثافة السكانية 424.9 نسمة لكل كيلومتر مربع (1,100.5/ميل2). وبلغ عدد الوحدات السكنية 7,252 وحدة بمتوسط كثافة قدره 173.5 لكل كيلومتر مربع (449.4/ميل2).
وتوزع التركيب العرقي للبلدة بنسبة 67.02% من البيض و27.13% من الأمريكيين الأفارقة و0.41% من الأمريكيين الأصليين و1.11% من الأمريكيين ذوي الأصول الآسيوية و0.02% من سكان جزر المحيط الهادئ و2.77% من الأعراق الأخرى و1.54% من عرقين مختلطين أو أكثر و4.75% من الهسبانيون أو اللاتينيون من أي عرق.
بلغ عدد الأسر 6,950 أسرة كانت نسبة 36.6% منها لديها أطفال تحت سن الثامنة عشر تعيش معهم، وبلغت نسبة الأزواج القاطنين مع بعضهم البعض 53.5% من أصل المجموع الكلي للأسر، ونسبة 12.7% من الأسر كان لديها معيلات من الإناث دون وجود شريك، بينما كانت نسبة 3.3% من الأسر لديها معيلون من الذكور دون وجود شريكة وكانت نسبة 30.5% من غير العائلات. تألفت نسبة 24.2% من أصل جميع الأسر من عدة أفراد يعيشون في نفس المنزل ونسبة 6.5% كانت تتألف من شخص يعيش بمفرده يبلغ من العمر 65 عاماً أو أكثر. وبلغ متوسط حجم الأسرة المعيشية 2.51، أما متوسط حجم العائلات فبلغ 3.00.
بلغ العمر الوسطي للسكان 35.8 عاماً. وكانت نسبة 25% من القاطنين تحت سن الثامنة عشر، وكانت نسبة 7.9% بين الثامنة عشر والرابعة والعشرين عاماً، ونسبة 33.6% كانت واقعةً في الفئة العمرية ما بين الخامسة والعشرين والرابعة والأربعين عاماً، ونسبة 22.4% كانت ما بين الخامسة والأربعين والرابعة والستين، ونسبة 9.5% كانت ضمن فئة الخامسة والستين عاماً فما فوق. يوجد لكل 100 أنثى 94.6 ذكر، ويوجد لكل 100 أنثى في الثامنة عشر من عمرها فما فوق 90.5 ذكر.

### تعداد عام 2010
بلغ عدد سكان غارنر 25,745 نسمة بحسب تعداد عام 2010، وبلغ عدد الأسر 10,207 أسرة وعدد العائلات 6,777 عائلة مقيمة في البلدة. في حين سجلت الكثافة السكانية 616.1 نسمة لكل كيلومتر مربع (1,595.7/ميل2). وبلغ عدد الوحدات السكنية 10,993 وحدة بمتوسط كثافة قدره 263.1 لكل كيلومتر مربع (681.4/ميل2).
وتوزع التركيب العرقي للبلدة بنسبة 57.83% من البيض و32.89% من الأمريكيين الأفارقة و0.54% من الأمريكيين الأصليين و1.84% من الأمريكيين ذوي الأصول الآسيوية و0.05% من سكان جزر المحيط الهادئ و4.56% من الأعراق الأخرى و2.29% من عرقين مختلطين أو أكثر و9.95% من الهسبانيون أو اللاتينيون من أي عرق.
بلغ عدد الأسر 10,207 أسرة كانت نسبة 34.4% منها لديها أطفال تحت سن الثامنة عشر تعيش معهم، وبلغت نسبة الأزواج القاطنين مع بعضهم البعض 48% من أصل المجموع الكلي للأسر، ونسبة 14.7% من الأسر كان لديها معيلات من الإناث دون وجود شريك، بينما كانت نسبة 3.7% من الأسر لديها معيلون من الذكور دون وجود شريكة وكانت نسبة 33.6% من غير العائلات. تألفت نسبة 27% من أصل جميع الأسر من عدة أفراد يعيشون في نفس المنزل ونسبة 7.3% كانت تتألف من شخص يعيش بمفرده يبلغ من العمر 65 عاماً أو أكثر. وبلغ متوسط حجم الأسرة المعيشية 2.49، أما متوسط حجم العائلات فبلغ 3.03.
بلغ العمر الوسطي للسكان 37.1 عاماً. وكانت نسبة 24.4% من القاطنين تحت سن الثامنة عشر، وكانت نسبة 7.7% بين الثامنة عشر والرابعة والعشرين عاماً، ونسبة 30.4% كانت واقعةً في الفئة العمرية ما بين الخامسة والعشرين والرابعة والأربعين عاماً، ونسبة 25.7% كانت ما بين الخامسة والأربعين والرابعة والستين، ونسبة 11.8% كانت ضمن فئة الخامسة والستين عاماً فما فوق. وتوزع التركيب الجنسي للسكان بنسبة 47.5% ذكور و52.5% إناث.

## أعلام
- دونالد ويليامز
- ماني بيريز
- جيمس ميس
- براندون بانكس